# Bischofskonferenz für Bosnien und Herzegowina

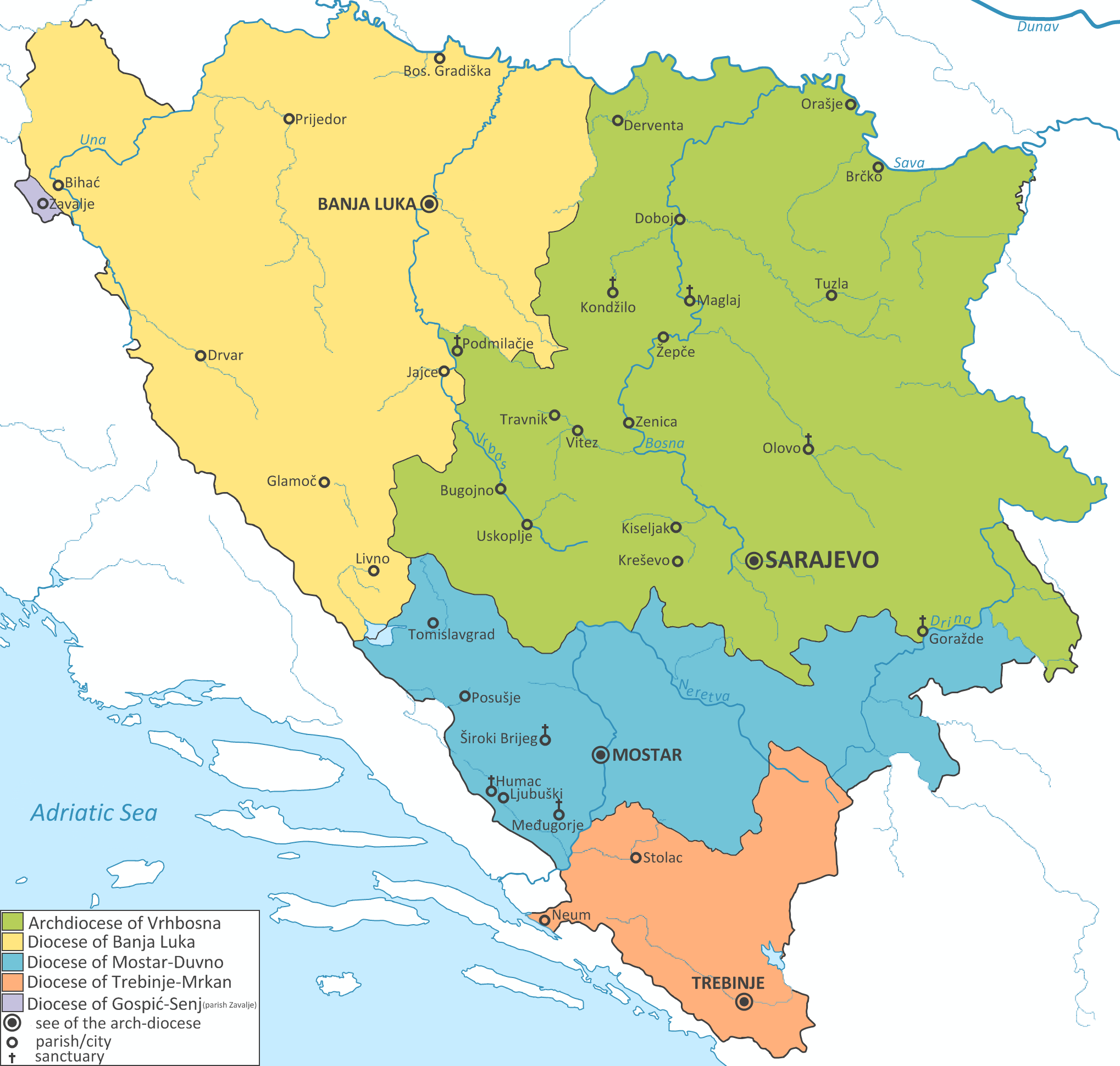
Bistümer:
Erzbistum Vrhbosna
Bistum Banja Luka
Bistum Mostar-Duvno
Bistum Trebinje-Mrkan

Die Bischofskonferenz für Bosnien und Herzegowina  (bosn., kro., ser.: Biskupska Konferencija Bosne i Hercegovine) ist die ständige Versammlung der römisch-katholischen Bischöfe in Bosnien und Herzegowina. Die Bischofskonferenz ist Mitglied im Rat der europäischen Bischofskonferenzen (CCEE). Das Generalsekretariat hat seinen Sitz in Sarajevo, der Präsident ist seit Herbst 2022 Tomo Vukšić, Erzbischof von Vrhbosna (Sarajevo).

## Mitglieder
- Lateinische Kirche
  - Tomo Vukšić, Erzbischof und Metropolit von Vrhbosna (Sarajevo)
  - Vinko Kardinal Puljić, emeritierter Erzbischof von Vrhbosna
  - Franjo Komarica, Bischof von Banja Luka
  - Ratko Perić, Bischof von Mostar und Duvno und Apostolischer Administrator des Bistums Trebinje-Mrkan
  - Marko Semren OFM, emeritierter Weihbischof im Bistum Banja Luka
  - Pero Sudar, emeritierter Weihbischof im Erzbistum Vrhbosna
- Byzantinische Kirche in Kroatien und Serbien
  - Milan Stipić, Bischof von Križevci (Byzantinischer Ritus; Nach dem Statut der Konferenz ist der Eparch von Križevci kein ständiges Mitglied der Konferenz, sondern kann in den Rat der Konferenz berufen werden)

## Besonderheiten
Der Bischof des Bistums Skopje in Nordmazedonien, ein Suffraganbistum des Erzbistums Vrhbosna in Bosnien und Herzegowina, ist Mitglied der internationalen Bischofskonferenz der Heiligen Kyrill und Method mit Sitz in Belgrad.